# Schenck (geslacht)
Schenck (ook: Teengs Schenck) is een Nederlandse, van oorsprong Duitse familie die vooral militairen en hofdienaars voortbracht.

## Geschiedenis
De stamreeks begint met Balthasar Schenck, geboren omstreeks 1565, "ambtmann", overleden in 1635. Zijn kleinzoon Wolfgang Balthasar (1629-1704) was opperhoutvester van de keurvorst van de Palts. Een kleinzoon van de laatste, Johann Jacob Schenck (1695-1776) was opperhoutvester van het huis van Oranje-Nassau te Siegen. Diens zoon Friederich Carl (1741-1814) werd de stamvader van de Nederlandse tak.
De familie werd in 1911 opgenomen in het genealogische naslagwerk Nederland's Patriciaat; heropname volgde in 1938.

## Enkele telgen
Johann Jacob Schenck (1695-1776), opperhoutvester van het huis van Oranje-Nassau te Siegen
- Friederich Carl Schenck (1741-1814), ritmeester in Hollandse dienst, stalmeester van Prins Willem V; trouwde in 1769 met Cornelia Petronella van Bruynenburg (1750-1828), zoogmoeder van koning Willem I
  - Johan Jacob Schenck (1770-1847), luitenant-kolonel titulair, geheim-secretaris van Prins Willem V, ridder in de Orde van de Nederlandse Leeuw
  - Willem Schenck (1772-1846), generaal-majoor, commandant der eerst militaire afdeling te Batavia, ridder in de Orde van de Nederlandse Leeuw
    - Carel August Jacob Wilhelm Schenck (1799-1832), kapitein, ridder in de Militaire Willems-Orde
    - Augusta Cornelia Elisabeth Henriette Schenck (1805-1878); trouwde in 1822 met Franciscus Gerardus Valck (1800-1842), resident van Krawang 1823, Pasoeroean 1826, Kadoe 1826, aan het hof van Djokjakarta 1831-'41, ridder Militaire Willems-Orde, ridder in de Orde van de Nederlandse Leeuw; trouwde in 1850 met Johannes Cornelis Jacobus Smits (1812-1887), generaal-majoor, adjudant van de koning i.b.d., commandant Koninklijk Koloniaal Militair Invalidenhuis Bronbeek, ridder Militaire Willems-Orde, ridder in de Orde van de Nederlandse Leeuw
    - Willem Ernst Schenck (1806-1883), assistent-resident van Soemedang, secretaris van Bantam, lid Algemene Rekenkamer in Nederlands-Indië
      - Willem Frederik Schenck (1841-1905), majoor, ridder Militaire Willems-Orde; trouwde in 1871 met Constantia Elisabeth Petronella Teengs (1853); een zoon kreeg bij KB in 1916 naamsverandering tot Teengs Schenck
      - Augusta Louisa Frederika Wilhelmina Schenck (1845-1922); trouwde in 1866 met Johan Carel Bernelot Moens (1837-1886), directeur der gouvernementskinakultuur in Nederlands-Indië, ridder in de Orde van de Nederlandse Leeuw
      - Augusta Cornelia Elisabeth Henriette Schenck (1849-1937); trouwde in 1869 met Jacobus Renatus de Jong (1840-1921), majoor; hun nageslacht draagt de naam Schenck de Jong
      - Isaac Carl Rudolf Schenck (1851-1911), majoor
      - Caroline Auguste Wilhelmina Louise Schenck (1853-1919); trouwde in 1872 met Herman Ypes (1845-1895), 1e luitenant, directeur van de Nederlands-Indische verzekeringsbank te Batavia

  - Frederik Willem Schenck (1774-1834), kapitein, plaatselijk commandant van Doornik
    - Charles Jacques Schenck (1816-1858), 1e luitenant infanterie
      - Frederik Charles Phoebus Schenck (1849-), architect, emigreerde naar de Verenigde Staten

    - Frederik Schenck (1820-1895), resident van Ternate
      - Maria Elisabeth Schenck (1847-1901); trouwde in 1868 met jhr. Karl Heinrich Otto Moritz von Winning (1835-1920), majoor; in 1907 ingelijfd in de Nederlandse adel
      - Suzanna Jullie Schenck (1854-1917); trouwde in 1872 met Tedericus van Gelder (1839-1918), arts, dirigerend officier van gezondheid, generaal-titulair, voorzitter Geneeskundige commissie Departement van Koloniën

  - Frederik Philips Schenck (1779-1812), vaandrig van het Hollandse Jagerregiment in Engeland, daarna luitenant van Oranje-Nassau, trad in dienst van de groothertog van Berg, sneuvelde in 1812 aan de Berezina

Geslachten die opgenomen zijn in het sinds 1910 verschijnende genealogische naslagwerk Nederland's Patriciaat. Lijst volgens opgave van het CBG Centrum voor familiegeschiedenis.
A · B · C · D · E · F · G · H · I · J · K · L · M · N · O · P · Q · R · S · T · U · V · W · Y · Z